# Ariana Múzeum
A Musée Ariana (vagy Musée d'Ariane), magyarul Ariana Múzeum egy iparművészeti gyűjtemény Genfben, Svájcban.

## Fekvése
Genf ENSZ-negyedében található, a Parc de l'Ariana területén. 

## Címe
Genf, 10, avenue de la Paix

## Története

Az Ariana Múzeum (balra) és az ENSZ-palota 1953-ban.

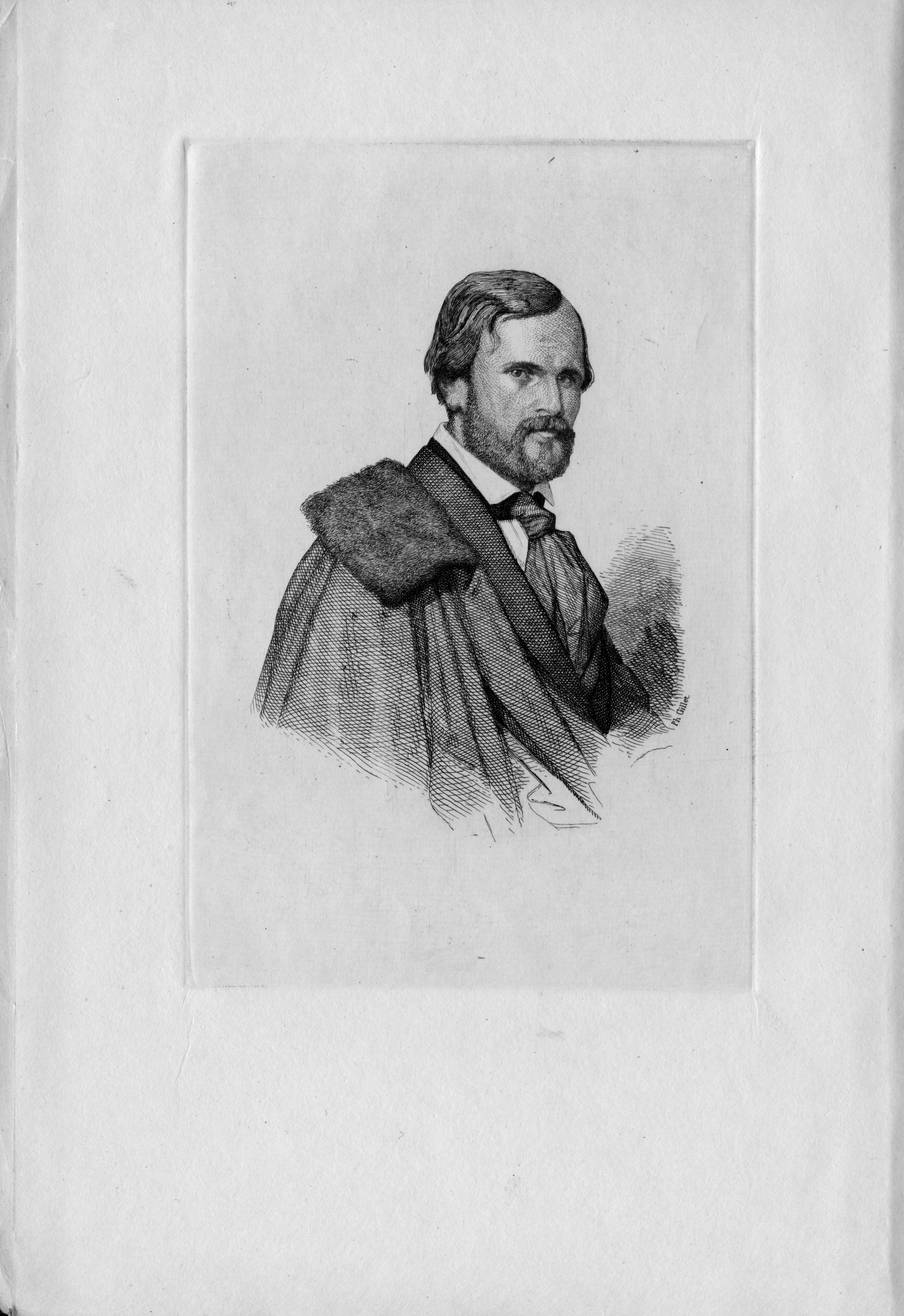
Revilliod arcképe

Az épületet Gustave Revilliod politikus,  műgyűjtő építtette 1877 és 1884 között. A terveket Émile Grobéty készítette. A tó felőli bejáratot két szfinx őrzi.
A múzeum a látogatók számára 1884-ben nyílt meg.
1934-ben a múzeumot a városi történelmi és művészeti múzeumhoz (Musée d'art et d'histoire de Genève) csatolták. A kerámia bemutatására szakosodott (gres, fajansz és porcelán). 
1993-ban, 12 éven át tartó felújítási munkálatok után nyitották meg ismét. 
2010 májusában a múzeum önállóvá vált. Mint ilyen, a genfi városi múzeumok sorában az ötödik.

## Kiállításai
Minden hónap első vasárnapján a múzeum időszaki kiállításai nyitva vannak a nagyközönség számára.